# St. Bartholomäus (Přílezy)

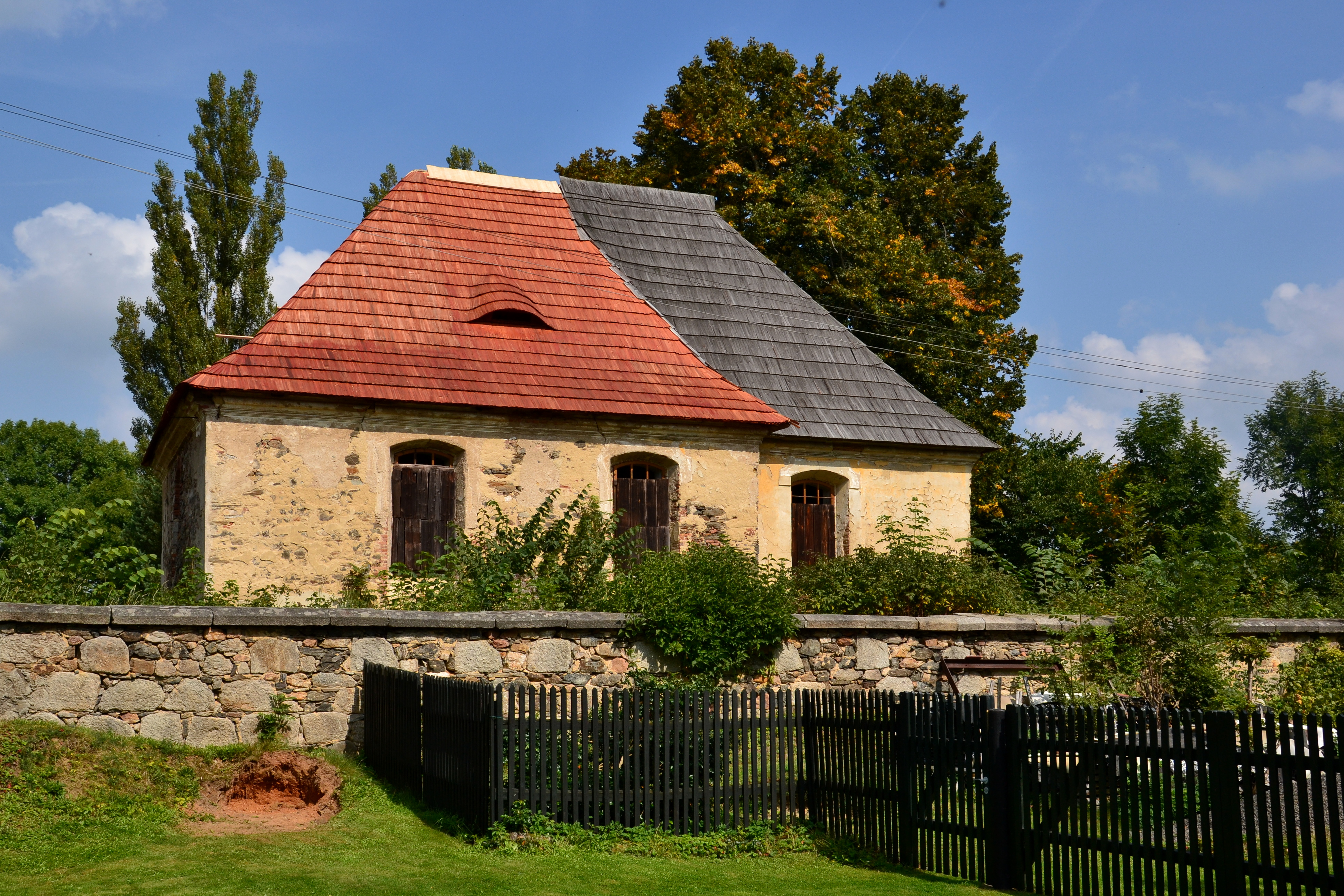
St. Bartholomäus in Přílezy (2014)

Die Filialkirche St. Bartholomäus in Přílezy (Pröles) ist eines der ältesten Kirchengebäude in der Region Karlovarský kraj in Tschechien.

## Geschichte

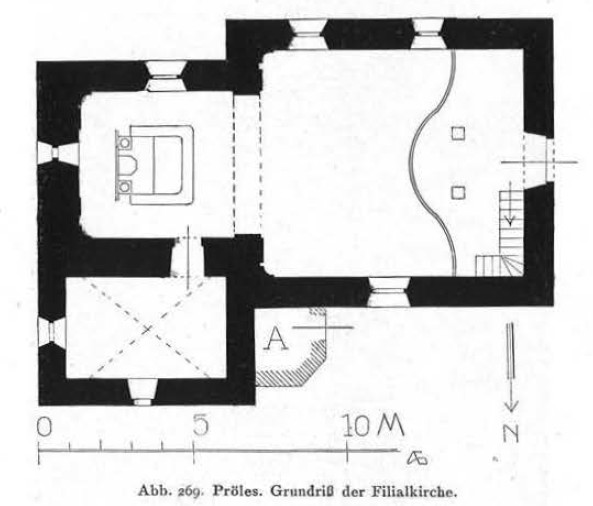
Grundriss der Filialkirche, vor 1932

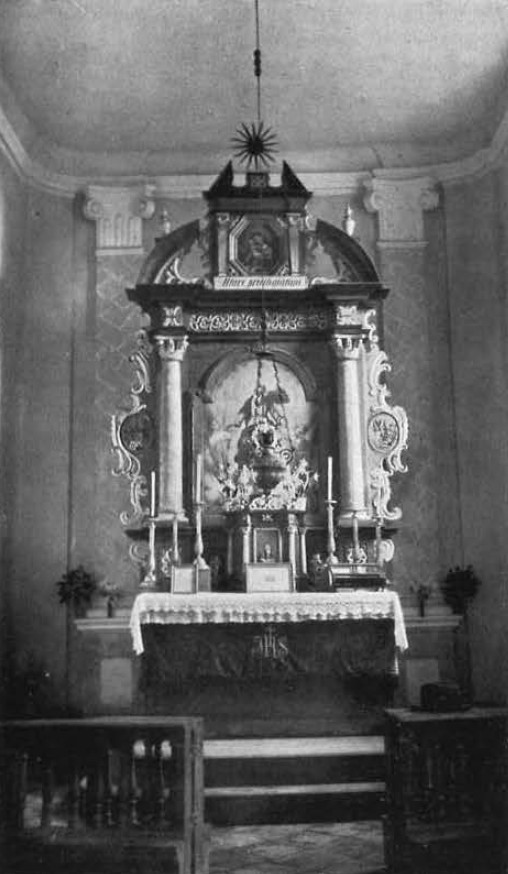
Der Altar der Filialkirche, vor 1932

Die im Stil der Zisterzienser ohne Glockenstuhl errichtete spätromanische Kirche wurde im zweiten Viertel des 13. Jahrhunderts am Südrand des Dorfes erbaut. Sie war von einem Friedhof umgeben und der zum Prämonstratenserkloster Mühlhausen gehörigen Propstei von Toužim (Theusing) unterstellt. Nachdem Pröles im 14. Jahrhundert zur Pfarrei erhoben wurde, wurde das Kirchengebäude im Stil der Gotik neu errichtet und ihr die St.-Veit-Kirche des benachbarten Útvina (Uitwa) als Filialkirche zugewiesen. Die erste schriftliche Erwähnung der St.-Bartholomäus-Kirche stammt vom 17. September 1354, als Propst Nicolaus aus Theusing durch den Pfarrer Henricus ersetzt wurde. Mit wachsender Bedeutung des Dorfes Ùtvina verlor St. Bartholomäus im 16. Jahrhundert den Status einer Pfarrkirche an die dortige St.-Veit-Kirche und wurde zu deren Filialkirche abgestuft.
Im 18. Jahrhundert erfolgten durch den Besitzer der Herrschaft Theusing bauliche Veränderungen im Barockstil. Das romanische Eingangsportal wurde vergrößert und die Außenmauern durchbrochen für größere Fenster. In der Etage über der Sakristei wurde ein Gebetsraum (Oratorium) eingerichtet, der durch eine neu angelegte Außentreppe erreicht wurde und verglaste Fenster zum Presbyterium enthielt. Erneuert wurde auch die Ausstattung der Kirche. In die neu gerundeten Mauerecken wurden Pilaster gesetzt.
Nach den Eintragungen im Kirchenbuch für die Jahre 1778 bis 1806 erhielt der Orgelbauer Franz Garttner aus Tachau 1781 35 Gulden für eine neue Orgel, der Zimmerer Johann Pachenberger aus Toužim 28 Gulden für Sakristeimöbel und der Schlossermeister Melchior Bittermann 31 Gulden und 18 Groschen für Beschläge und Verzierungen der Sakristeimöbel und der Kirchentüren. 1782 erhielt der Orgelbauer Vincent Garttner aus Tachau 4 Gulden für das Stimmen der Orgel. 1828 wurde für 637 Gulden eine neue Orgel angeschafft, die 1897 vom Orgelbauern Christof Müller aus Auschowitz (Úšovice) repariert wurde. Weitere Reparaturen erfolgten 1913 und 1929 durch den Orgelbauern Wilhelm Schusser aus Tepl.
Nach dem Zweiten Weltkrieg 1945 wurde die ansässige deutsche Bevölkerung vertrieben. Die Kirche wurde nicht mehr verwendet und verfiel. Die Inneneinrichtung wurde zerstört oder gestohlen. Am 3. Mai 1958 wurde die Kirche in der nationalen Liste der Kulturdenkmäler registriert (22508/4-1017). In den 1970er Jahren wurde das Schindeldach der Kirche wieder hergestellt. Von 2012 bis 2013 erfolgten durch die Eigentümerin, die Römisch-katholische Pfarrei Toužim, Sanierungen des Daches und des Dachstuhls.

2013
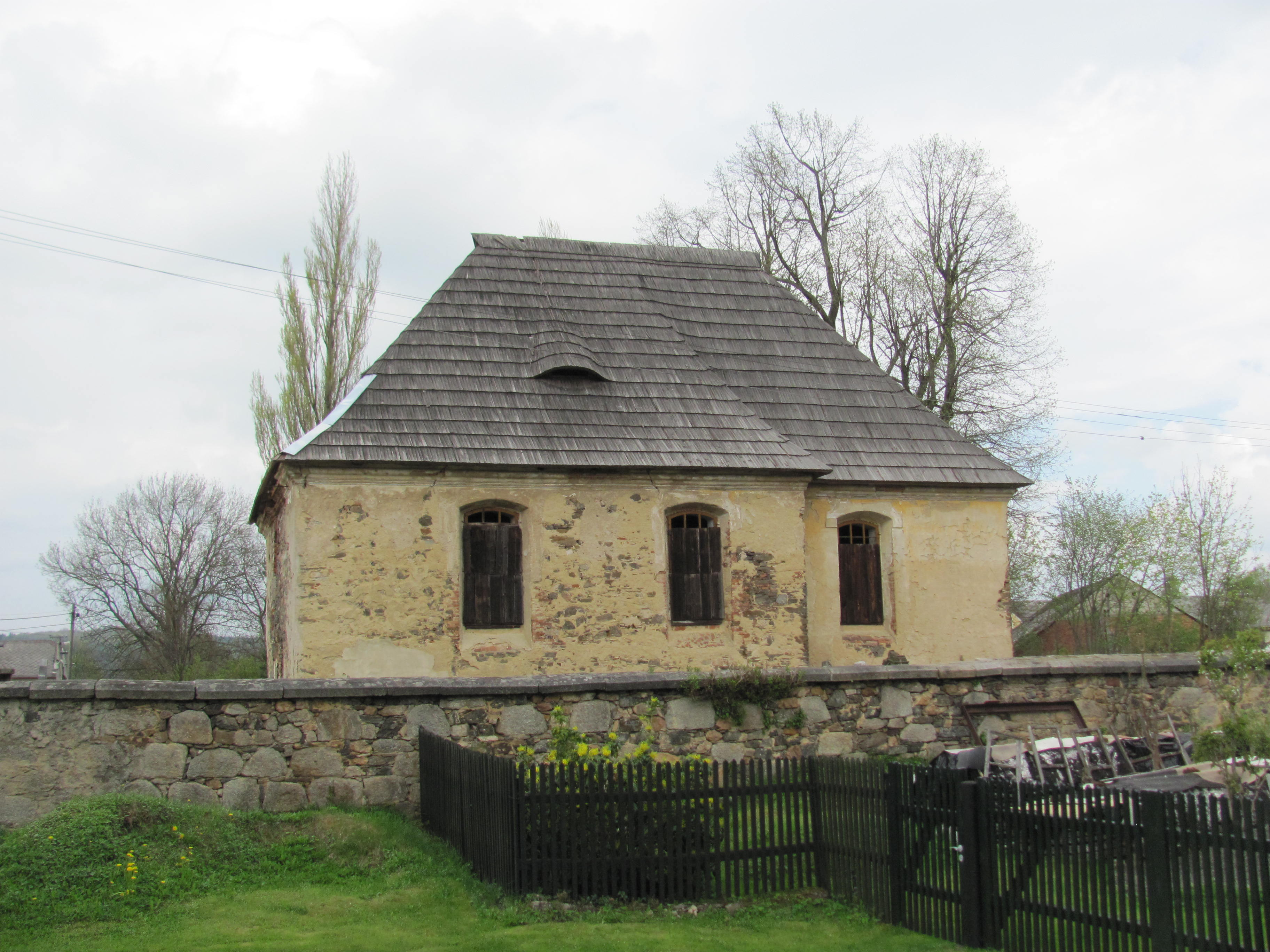
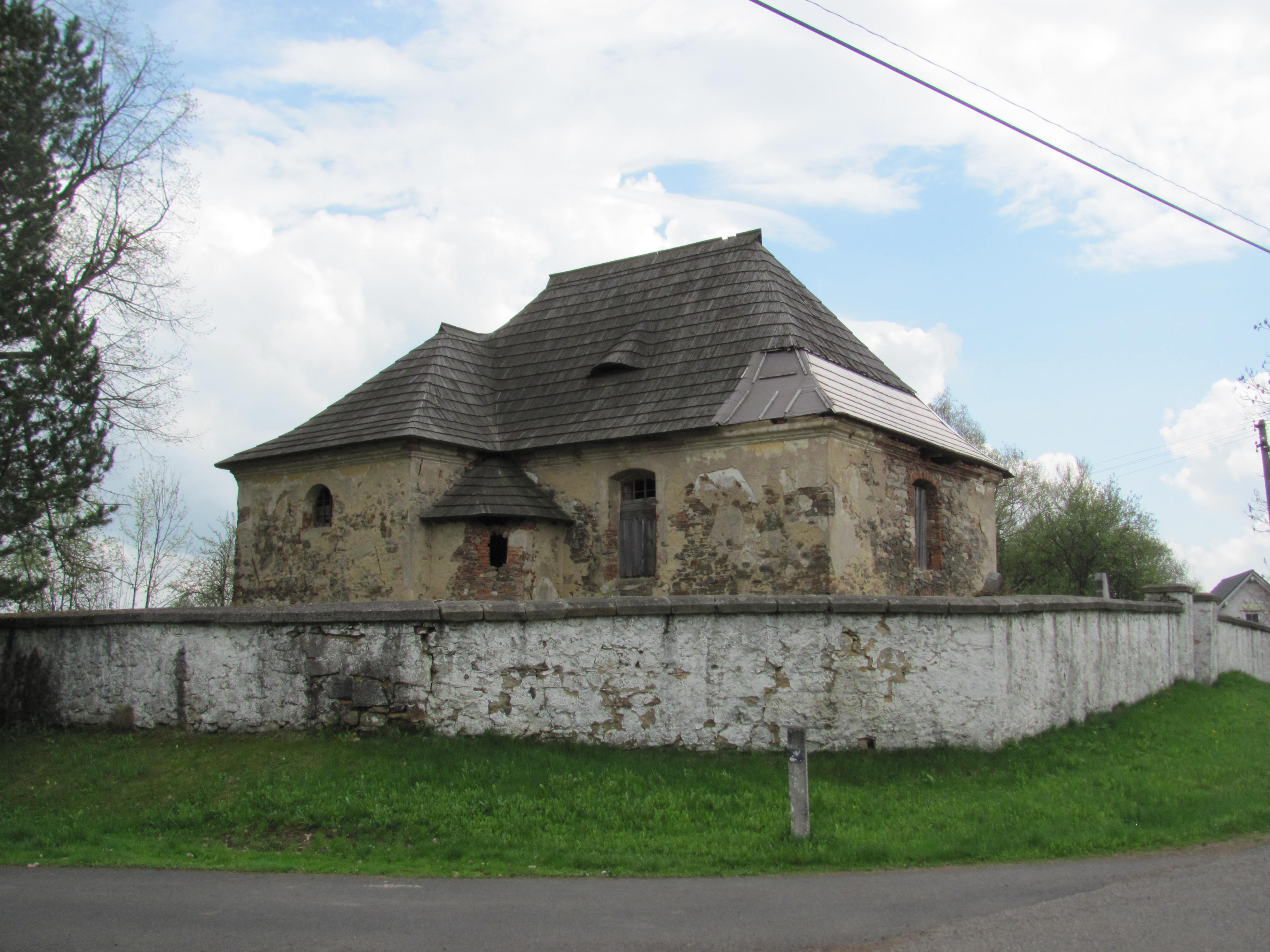
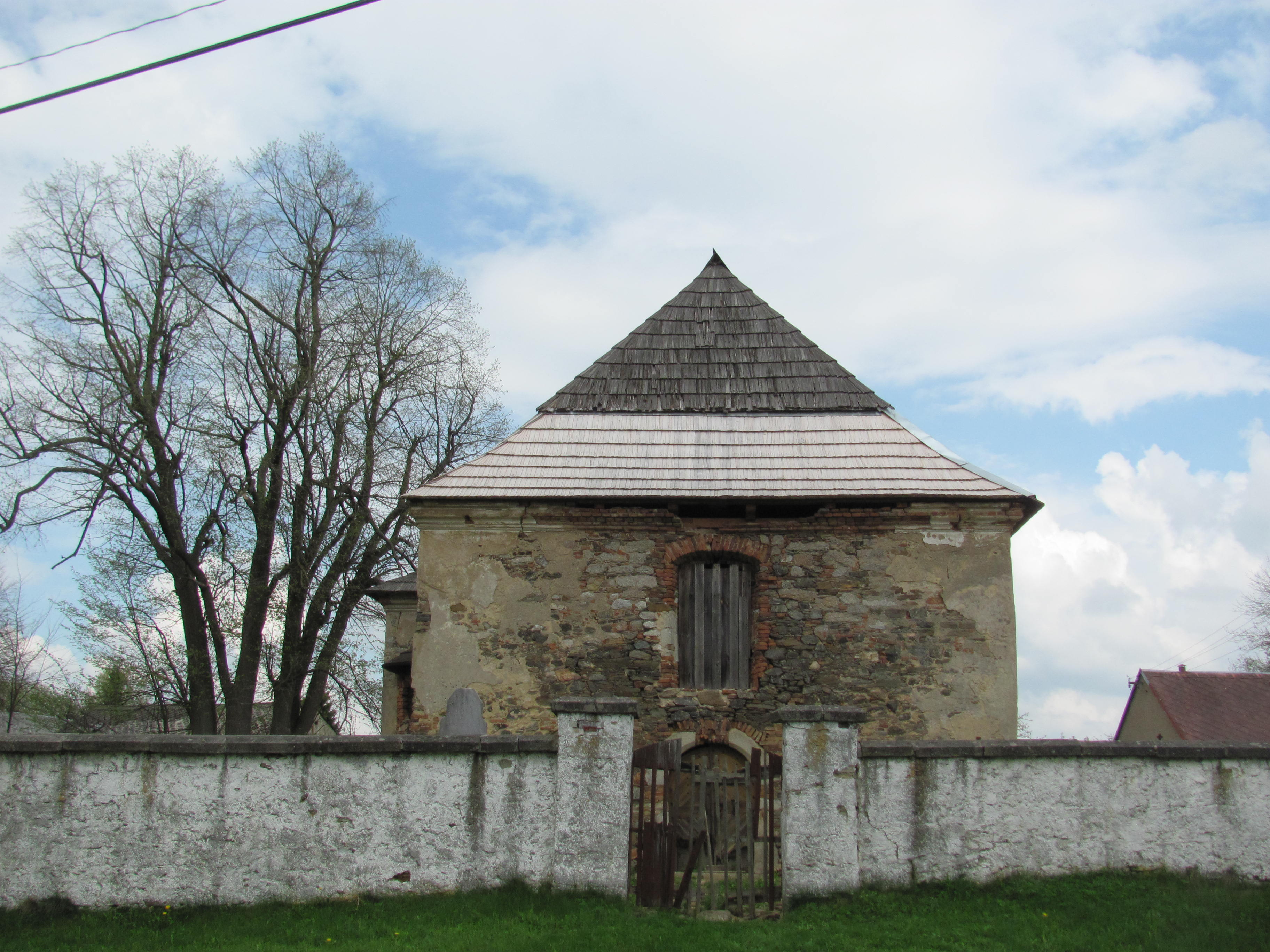
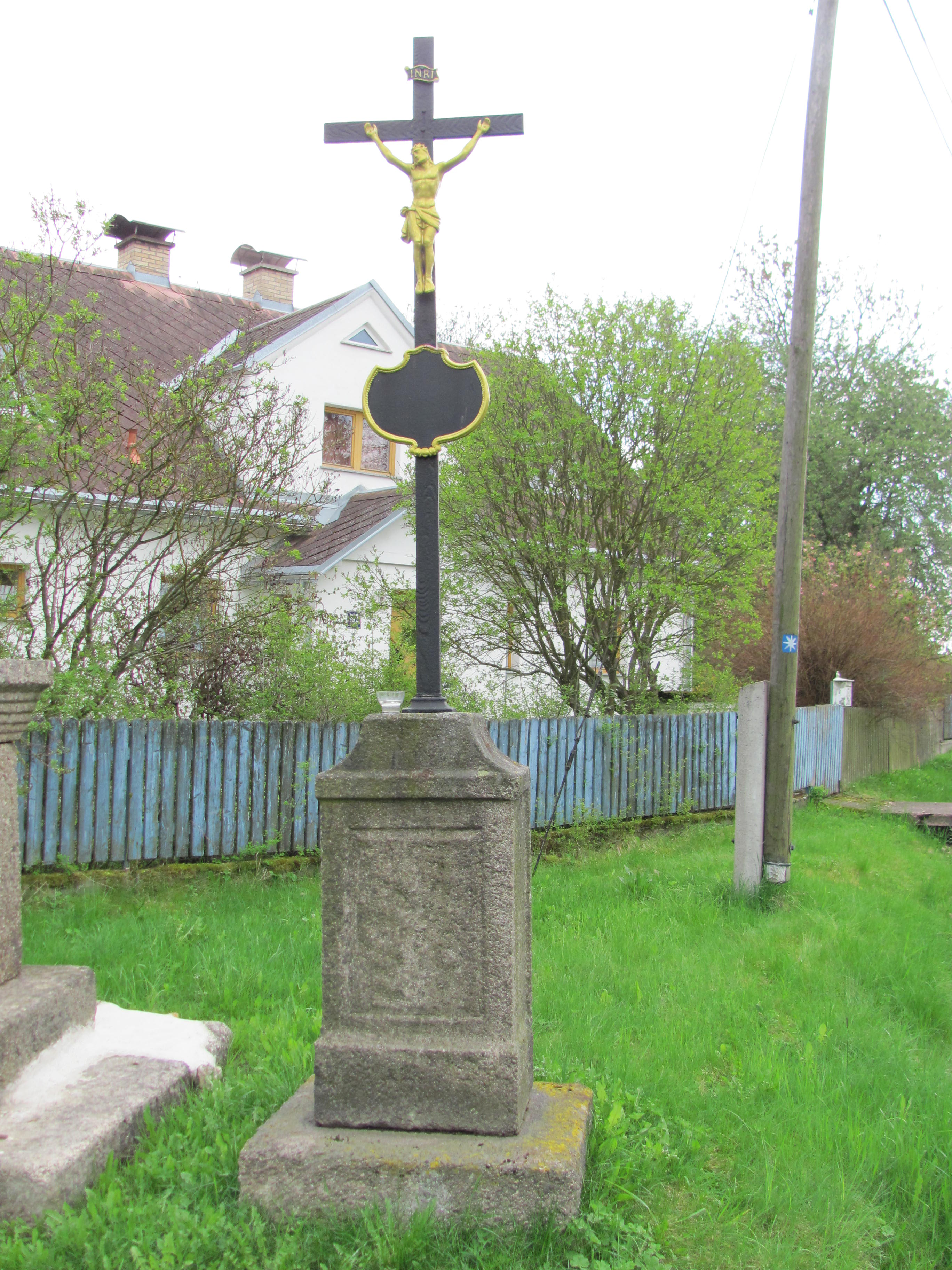
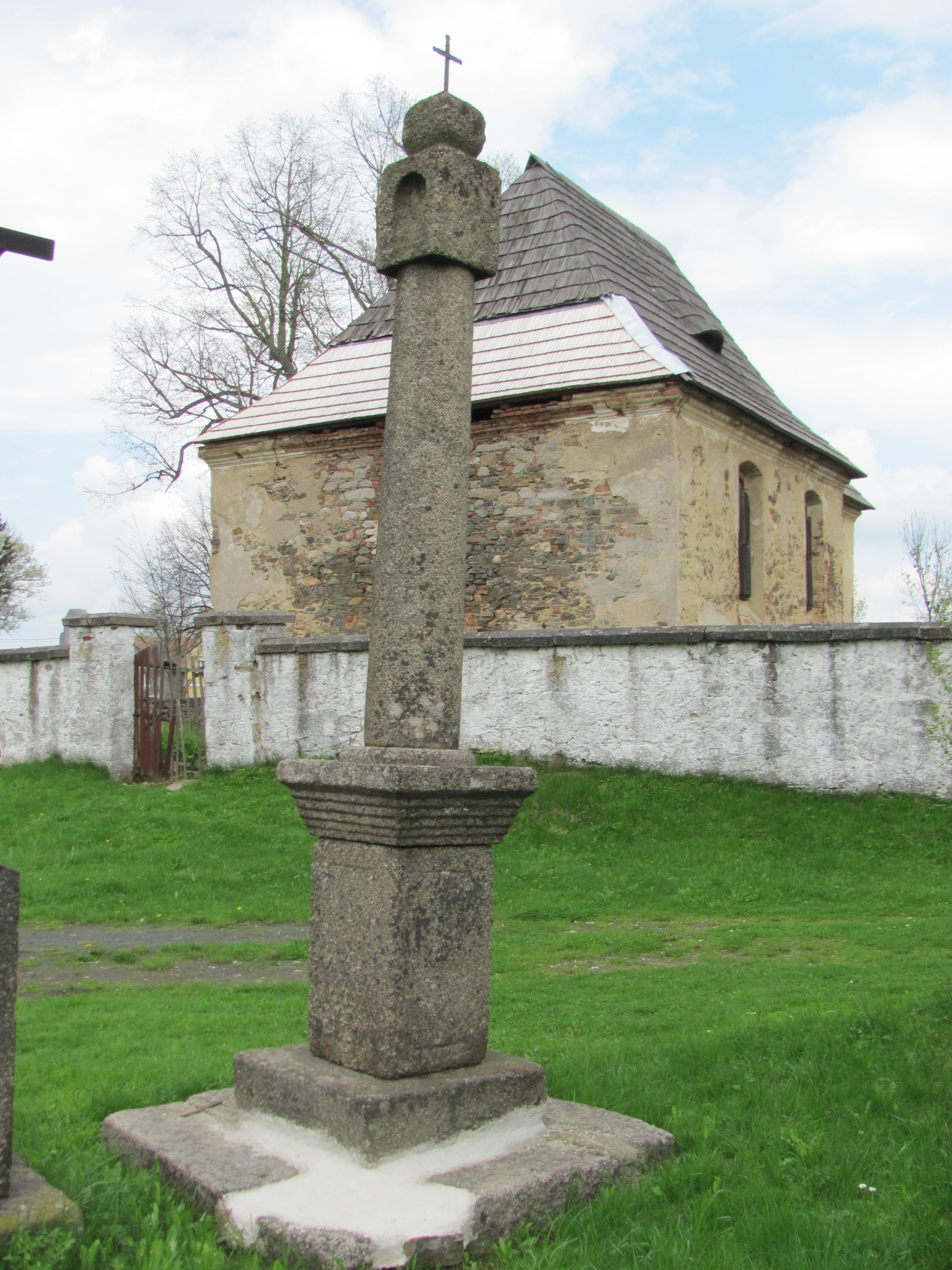

## Belege
- Památky a příroda Karlovarska: Přílezy – kostel sv. Bartoloměje

## Kommentare
1. ↑  Vermutlich ist eine Patronatsloge gemeint, in der der adlige Grundherr an den Gottesdiensten teilnahm.

Koordinaten: 50° 5′ 25,2″ N, 12° 56′ 28,2″ O